# 線紋短鰓燈魚
線紋短鰓灯鱼（学名：Nannobrachium lineatum）为輻鰭魚綱燈籠魚目灯笼鱼科的其中一種。分布于全球三大洋熱帶及亞熱帶海域，為深海魚類，棲息深度60-1150公尺，體長可達23.7公分。

## 外部連結
線紋珍灯鱼的圖片 （页面存档备份，存于）